# Jehonë
Jehonë är en låt på albanska framförd av gruppen West Side Family. Låten har även framförts tillsammans med sångerskan Aurela Gaçe. Låten är skriven och komponerad av rapparen Dr. Flori. Med låten ställde West Side Family upp i Festivali i Këngës 47 med final den 21 december 2008. I finalen fick man 118 poäng, vilket räckte till en tredjeplats bakom segrande Kejsi Tola på 126 poäng och tvåan Juliana Pasha & Luiz Ejlli på 119 poäng.
Låten finns även med på Gaçes femte studioalbum, släppt år 2008, Mu thanë sytë. 

### Fotnoter
1. ↑  ”Videoklipp: Jehonë - West Side Family & Aurela Gaçe”. Youtube. http://www.youtube.com/watch?v=q8FZGVUocZA.
2. ↑  Albavideo (engelska)